# Krajenki
Krajenki [pronunciación en polaco: /kraˈjɛnki/] es un pueblo en el distrito administrativo de Gmina Kęsowo, dentro de Distrito de Tuchola, Voivodato de Cuyavia y Pomerania, en el norte de Polonia. Se encuentra aproximadamente 3 kilómetros al sudoeste de Kęsowo, 13 kilómetros al sudoeste de Tuchola, y 53 kilómetros al noroeste de Bydgoszcz.
El pueblo tiene una población de 150 habitantes.